# Kanianka polna
Kanianka polna (Cuscuta campestris Yunck.) – gatunek rośliny pasożytniczej z rodziny powojowatych (Convolvulaceae). Pochodzi prawdopodobnie z Ameryki Północnej, występuje także na Karaibach i gdzie indziej introdukowany. Jako gatunek zawleczony notowany także w Polsce.

## Morfologia

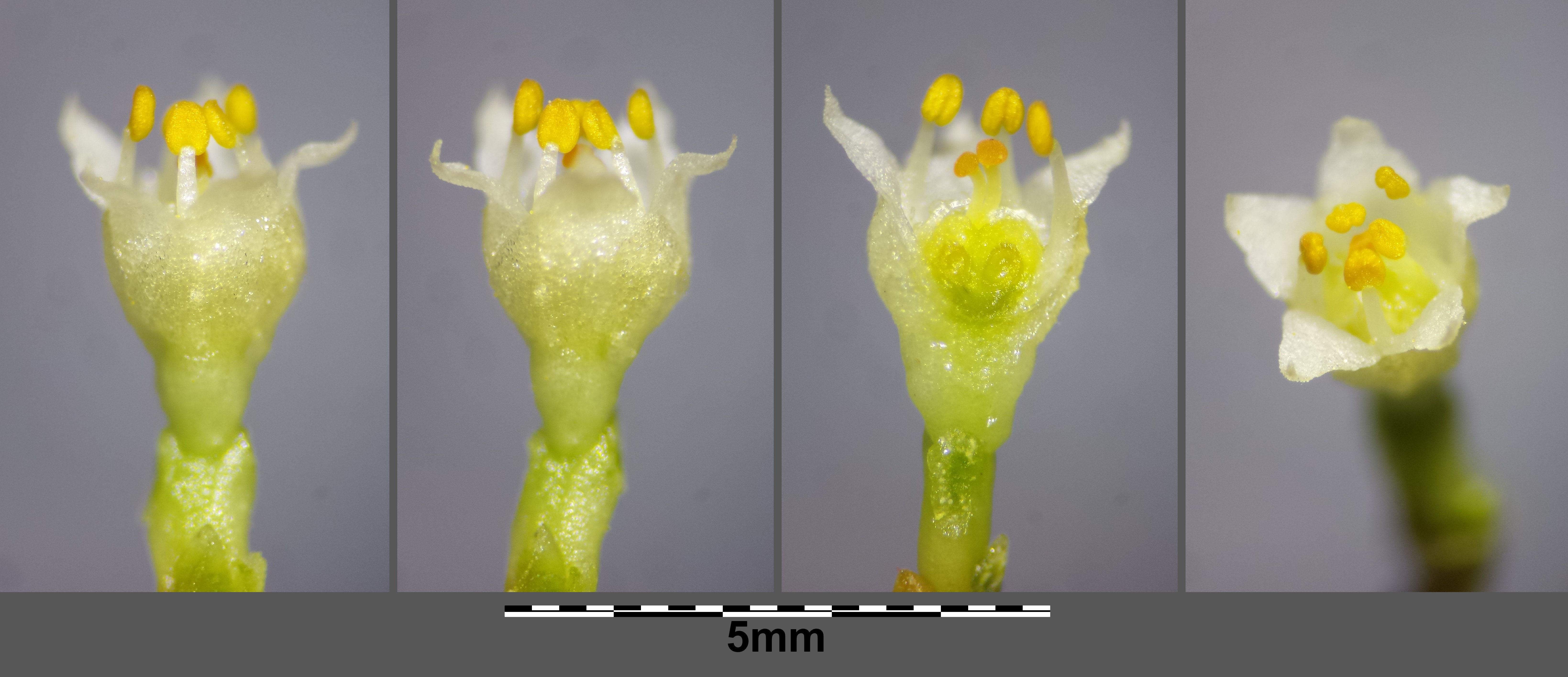
Kwiat

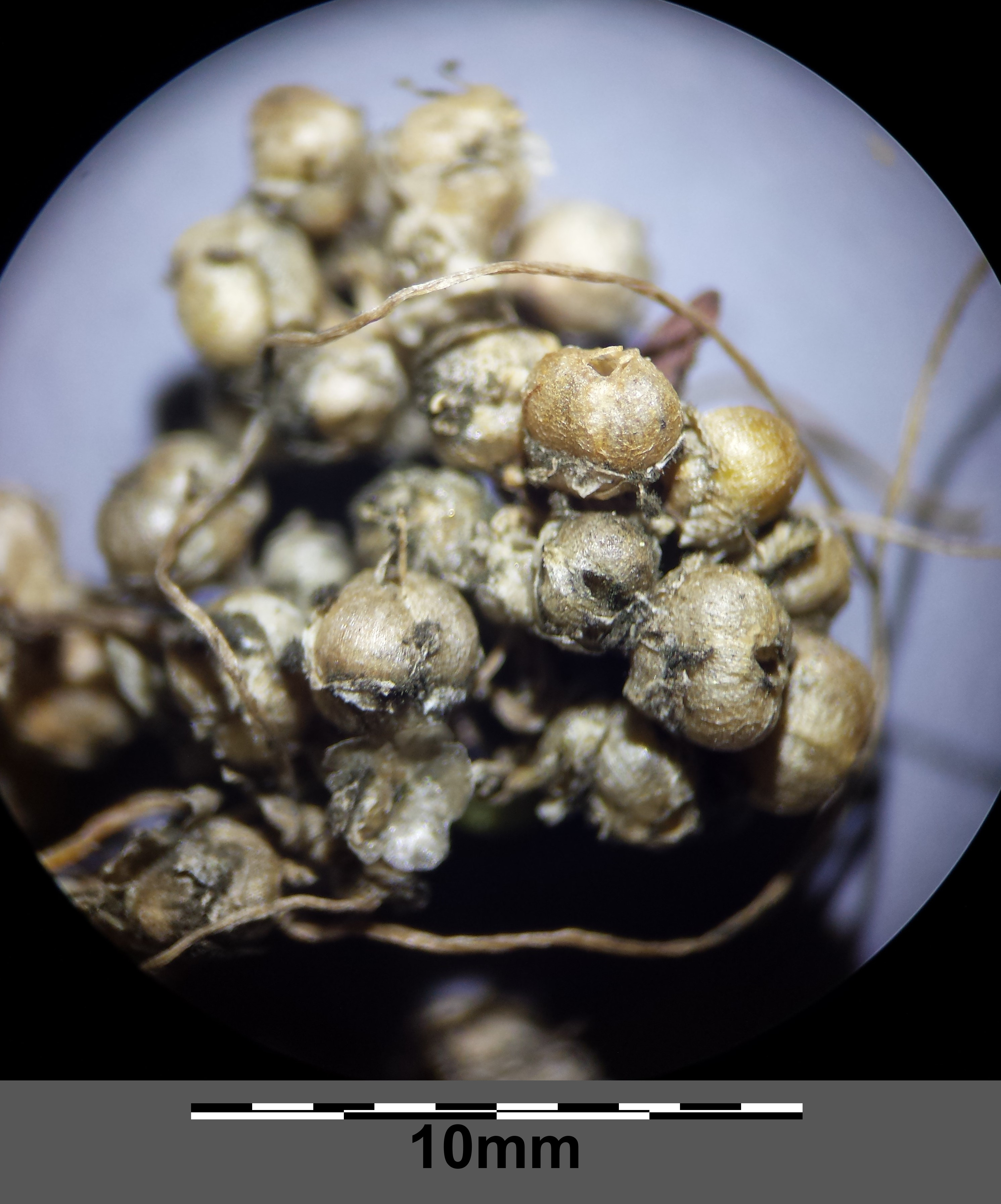
Owoce

ŁodygaZielonożółta do żółtopomarańczowej, pnąca, z licznymi ssawkowatymi wyrostkami. Średnica 0,5–0,8 mm.
LiścieSilnie zredukowane do małych, niezielonych łusek.
KwiatyDrobne, zebrane w pęczki, promieniste, obupłciowe.
OwoceKilkunasienna torebka.

## Biologia
Roślina pasożytnicza, bezzieleniowa, jest pasożytem całkowitym, obligatoryjnym. Owija się dookoła rośliny żywicielskiej, z której czerpie wodę i substancje organiczne za pomocą ssawek wyrastających z łodygi. Ssawki wrastają do wiązek przewodzących rośliny żywicielskiej.

## Ekologia
Roślina uznana we florze Ameryki Północnej za szkodliwy chwast.